# David Foster (Filmproduzent)
David Foster (* 1929 in New York City; † 23. Dezember 2019 in Los Angeles, Kalifornien) war ein US-amerikanischer Filmproduzent.

## Leben
Foster wurde als Sohn einer Einwandererfamilie in der Bronx geboren. Als er 17 Jahre alt war, zog die Familie nach Kalifornien um. Nach dem College diente Foster in der US Army und nahm am Koreakrieg teil. Auf Grund seines Abschlusses in Journalismus wurde er der Redenschreiber für John W. O’Daniel in Pearl Harbor. Als späterer Pressesprecher vertrat er Persönlichkeiten wie Steve McQueen und Peter Sellers. Ab 1968 war Foster als Filmproduzent aktiv.
1972 produzierte er Getaway mit McQueen in der Hauptrolle, mehr als zwei Jahrzehnte später war er auch an der Neuverfilmung Getaway beteiligt. 1974 gründete Foster gemeinsam mit Lawrence Turman die Produktionsfirma The Turman Foster Company, die rund 20 Jahre Bestand hatte. David Fosters Schaffen umfasst rund 30 Produktionen für Film und nur selten fürs Fernsehen.
Foster war seit 1959 verheiratet und Vater zweier Söhne.

## Filmografie (Auswahl)
- 1971: McCabe & Mrs. Miller
- 1972: Getaway (The Getaway)
- 1975: Unter Wasser stirbt man nicht (The Drowning Pool)
- 1981: Caveman – Der aus der Höhle kam (Caveman)
- 1982: Das Ding aus einer anderen Welt (The Thing)
- 1985: Das mörderische Paradies (The Mean Season)
- 1986: Nummer 5 lebt! (Short Circuit)
- 1986: Diese zwei sind nicht zu fassen (Running Scared)
- 1988: Nummer 5 gibt nicht auf (Short Circuit 2)
- 1994: Getaway (The Getaway)
- 1998: Die Maske des Zorro (The Mask of Zorro)
- 2002: Collateral Damage – Zeit der Vergeltung (Collateral Damage)
- 2002: Das Tribunal (Hart’s War)
- 2003: The Core – Der innere Kern (The Core)